# 黑麥草
黑麦草（学名：Lolium perenne），又名多年生黑麦草，是一种禾本科植物。在世界各地被廣泛種植。原产于西南欧、北非及亚洲西南。可用作饲料，或者用來鋪草坪，全英草地网球和门球俱乐部的草坪就是黑麥草鋪成的。